# Horajec
Horajec (ukr.  Гораєць) – wieś na Ukrainie, w rejonie jaworowskim obwodu lwowskiego.